# Société de gestion du patrimoine immobilier de l'État
La Société de gestion du patrimoine immobilier de l'État, abrégée en SOGEPIE, est une entreprise publique ivoirienne créée le date 31 octobre 2001 destinée à administrer et assurer l'entretien des biens immobiliers de l'État ivoirien. Depuis sa création, elle a régulièrement été impliquée dans diverses affaires de corruption et n'a jusqu'à présent pas réellement rempli sa mission.
La SOGEPIE travaille en étroite collaboration avec le ministère de la Construction, de l'Assainissement et de l'Urbanisme.

## Historique
En théorie, la SOGEPIE est régie par des textes de loi qui déterminent ses attributions et son organisation. Le décret n°2001-691 du 31 octobre 2001 dispose que la SOGEPIE est mandataire de l’État pour les questions concernant la gestion du patrimoine immobilier de l’État. La SOGEPIE a ainsi à sa charge plusieurs bâtiments gérés par l'État, ainsi que les ambassades et consulats de la Côte d’Ivoire à l’étranger. 
En pratique, la SOGEPIE est en conflit de compétence avec plusieurs ministères qui, avant la création de la SOGEPIE, géraient eux-mêmes leur patrimoine respectif. Le transfert de fonds et de responsabilité entre ministères et la SOGEPIE n'a pas eu lieu, occasionnant des conflits de compétence. Ceux-ci ont eu pour effet une dégradation généralisée des biens de l'État et un manque de suivi des fonds versés, destinés à l'entretien de ces biens, mais régulièrement détournés.
Fin 2011, la SOGEPIE entre dans une nouvelle phase, en vue de la réhabilitation du patrimoine de l'État.

## Statistiques
Il existe très peu de statistiques claires permettant de déterminer le nombre des biens ou leur valeur appartenant à l'État ivoirien.
En 1994, 12 640 biens immobiliers publics avaient été recensés. Une autre évaluation menée entre 2000 et 2002 a décompté 30 000 logements. Une nouvelle opération de recensement a été lancée le 13 août 2012 afin d'établir de nouvelles statistiques fiables, après une décennie de gestion chaotique pendant laquelle plus de 8 000 biens de l'État ont été illégalement cédés.
Une investigation menée en janvier 2012 dans 57 localités a recensé 4069 biens immobiliers appartenant à l'État, localisés en Côte d'Ivoire et à l'étranger.